# Ober Scheidegg
Ober Scheidegg är ett berg i Schweiz.   Det ligger i distriktet Emmental och kantonen Bern, i den centrala delen av landet. Toppen på Ober Scheidegg är 1 242 meter över havet. Berget ingår i bergstrakten Napfgebiet.
Terrängen runt Ober Scheidegg är huvudsakligen kuperad. Den högsta punkten i närheten är Farnli-Esel, 1 360 meter över havet, 2,5 km söder om Ober Scheidegg.
I omgivningarna runt Ober Scheidegg växer i huvudsak blandskog.